# Quận Fluvanna, Virginia
Quận Fluvanna là một quận thuộc tiểu bang Virginia, Hoa Kỳ.
Quận này được đặt tên theo. Theo điều tra dân số của Cục điều tra dân số Hoa Kỳ năm 2000, quận có dân số 20.047 người. Quận lỵ đóng ở Palmyra6.

## Địa lý
Theo Cục điều tra dân số Hoa Kỳ, quận có diện tích 751 km2, trong đó có 8 km2 là diện tích mặt nước.